# Boussou
Boussou là một tổng tỉnh Zondoma ở phía tây Burkina Faso. Dân số năm 2006 là 23.551 người. Thủ phủ là thị xã Boussou.

## Các thị xã và làng xã
Bangasse, Baoudoumboin, Darba, Garou, Kirikodogo, Kiripalogo, Kolkom, Kourbo, Nogolado, Ouembairi, Palle, Posso, Tamounouma, Tangaye và Toubyengo.